# Jan Jakub Gräber
Jan Jakub Gräber (ur. 10 czerwca 1664 w Gołdapi, zm. 3 marca 1729 w Królewcu) – polski duchowny luterański, wydawca pism religijnych.

## Życiorys
Syn pisarza miejskiego, Walentego Gräbera. Uczęszczał do szkoły parafialnej w Ełku i katedralnej w Królewcu. W latach 1683–1688 studiował teologię na Albertynie. Od 1689 do 1696 diakon i kaznodzieja polski w Giżycku. Od 1696 diakon i 1711-1729 proboszcz polskiej parafii ewangelicko-augsburskiej na Steindamm w Królewcu. Opublikował rozszerzone o własne tłumaczenia z niemieckiego II wydanie polskiego kancjonału Skrodzkiego i Mortzfelda (Królewiec, 1708), krytykowane z powodu licznych błędów drukarskich, co sprostował w erracie 1710. W 1727 opublikował zbiorek przetłumaczonych przez siebie pieśni. Przygotowywał ponadto nową polską edycję Biblii, która ostateczne nie doszła do skutku. Był znany z licznej rodziny (trzykrotnie zawierał małżeństwo i posiadał łącznie 19 dzieci).